# Cloppenburg
Cloppenburg uttal (fil) är en stad i nordvästra Tyskland. Staden ligger i Landkreis Cloppenburg i delstaten Niedersachsen. Cloppenburg ligger i det historiska området Oldenburger Münsterland mellan städerna Osnabrück och Oldenburg och har cirka 37 000 invånare.

## Geografi
Staden ligger på ett geestområde på det nordtyska låglandet nära Nordsjön. Staden är belägen vid floden Soeste.
Utanför stadskärnan finns elva orter som hör till staden: Ambühren, Bethen, Bühren, Emstekerfeld, Galgenmoor, Kellerhöhe, Staatsforsten, Stapelfeld, Sternbusch, Schmertheim och Vahren.

## Historia

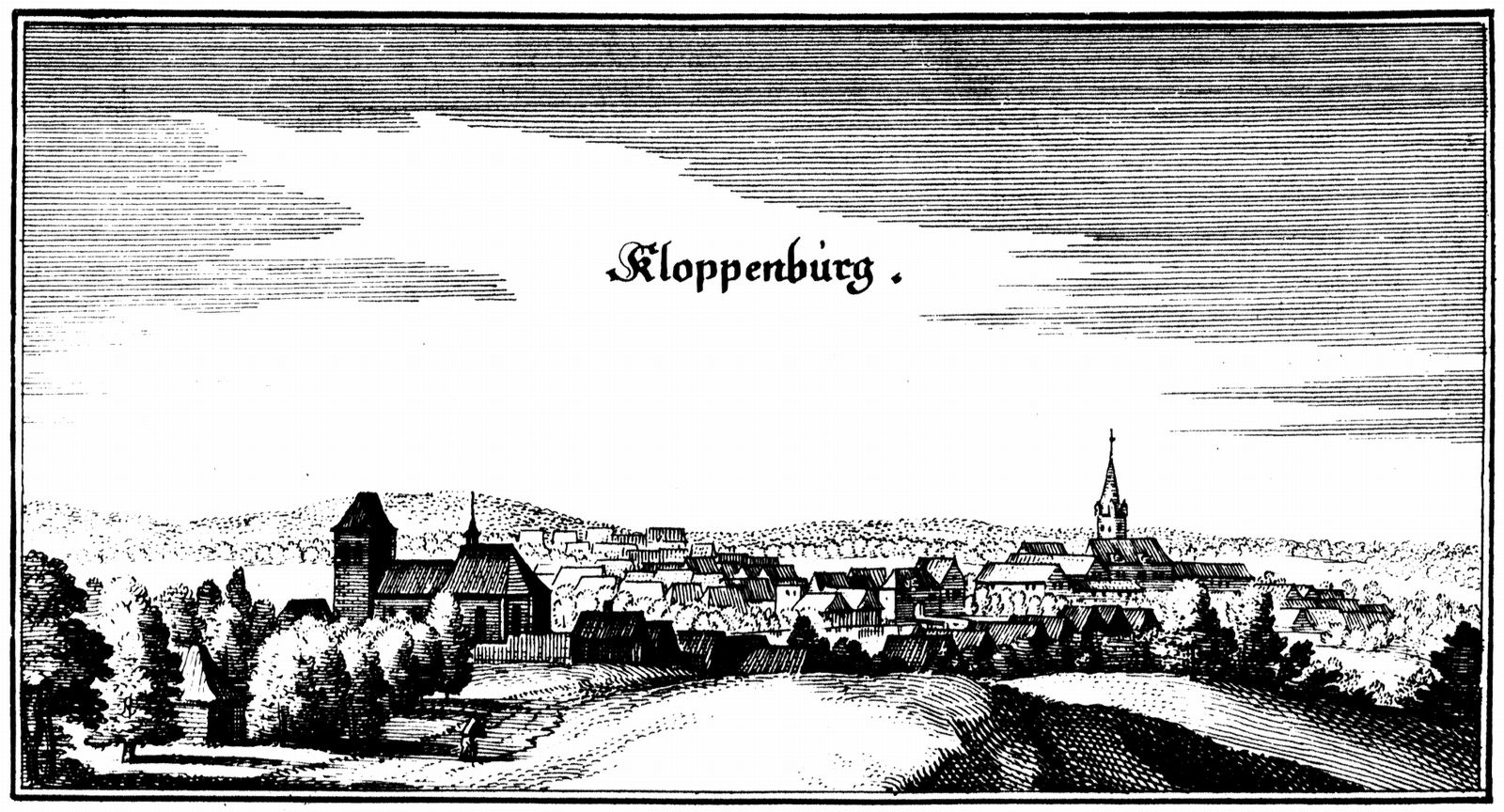
Cloppenburg 1647, kopparstick av Matthäus Merian d.ä..

Cloppenburg har vuxit fram ur två olika bosättningar. Den äldsta av dem, Krapendorf, var belägen på gränsen till geestområdet och omnämndes första gången år 819. År 855 kommer Krapendorf under klostret Corvey.
Cloppenburg däremot omnämndes första gången år 1297 i samband med att den dåvarande greven av Tecklenburg uppförde en befästningsanläggning, borgen Cloppenburg, nära Krapendorf för att säkra makten över området vid Soeste. Grevarna av Tecklenburg härskade över Krapendorf och Cloppenburg i över hundra år tills området 1396 kom under biskopen av Münster. I fredsfördraget år 1400 mellan Münster och Tecklenburg överlämnades områdena runt Cloppenburg och Friesoythe till furstbiskopen av Münster. Samtidigt byggdes borgen ut och år 1435 fick Cloppenburg stadsrättigheter. Under trettioåriga kriget är bland annat svenska trupper i staden. Den 6 mars 1650 försvinner de sista svenska trupperna från Cloppenburg.
I augusti 1716 utbryter en stor brand i staden och bland annat borgen förstörs. År 1803 blev de olika furstbiskopsdömena i Tyskland avskaffade och Cloppenburg blev då en del av hertigdömet Oldenburg. Perioden 1810-1813 var staden under fransk ockupation som en del av Département de l'Ems-Supérieur (Övre Ems). År 1855 slogs kyrksocknen Krapendorf och borgstaden Cloppenburg samman till en stad. Under kristallnatten i november 1938 förstördes stadens synagoga och i slutet av andra världskriget, i april 1945, förstördes ett flertal hus i staden genom de allierades bombningar.

## Kultur och näringsliv

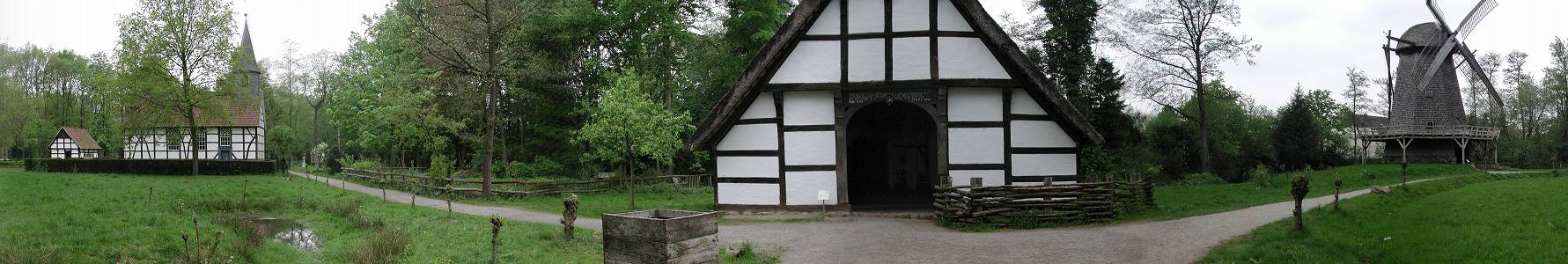
Museumsdorf Cloppenburg

I Cloppenburg finns ett av Tysklands äldsta friluftsmuseer, Museumsdorf Cloppenburg – Niedersächsisches Freilichtmuseum.
Området runt Cloppenburg domineras av jordbruket. Staden är en marknadsstad och näringslivet domineras av handel och småindustri.
Staden ligger vid motorväg A1 och motorväg A29 börjar nordost om staden. Runt staden passerar europavägen E233. Även riksvägarna 69, 72, 213 och 68 går genom Cloppenburg. Staden är även ansluten till det tyska järnvägsnätet (Oldenburg och Osnabrück).